# Созел (район)
Созел (порт. Sousel) — район (фрегезия) в Португалии, входит в округ Порталегре. Является составной частью муниципалитета Созел. По старому административному делению входил в провинцию Алту-Алентежу. Входит в экономико-статистический субрегион Алентежу-Сентрал, который входит в Алентежу. Население составляет 2145 человек на 2001 год. Занимает площадь 89,21 км².